# Omnium féminin aux Jeux olympiques d'été de 2020
Navigation
Rio 2016 Paris 2024
L'omnium féminin, épreuve de cyclisme sur piste des Jeux olympiques d'été de 2020, a lieu le  8 août 2021 sur le Vélodrome d'Izu, situé à Izu (Japon), à 120 kilomètres de Tokyo.

## Format de compétition
L'omnium est un événement combinant plusieurs épreuves. La version des Jeux olympiques 2020 propose quatre types d'épreuves différentes. Le format a considérablement changé depuis 2016, avec trois des six épreuves abandonnées et une nouvelle ajoutée. L'omnium est également passé d'un format de deux jours lors des Jeux précédents à un format d'un jour en 2020. Le vainqueur de l'omnium est le cycliste qui obtient le plus de points à l'issue des quatre épreuves. Le vainqueur de chacune des trois premières épreuves gagne 40 points, le deuxième obtient 38 points, le troisième 36 points, et ainsi de suite. La course aux points qui sert de dernière épreuve a un barème spéciale. Les courses de l'omnium sont :
- Course scratch : la course est lancée avec un départ groupé ; le premier à franchir la ligne gagne l'épreuve. La distance est de 10 kilomètres (40 tours).
- Course tempo : il s'agit de la nouvelle épreuve pour 2020. La distance est de 10 kilomètres (40 tours). Après les 5 premiers tours, le premier de chaque tour marque 1 point. Prendre un tour sur le peloton rapporte 20 points supplémentaire. Le vainqueur de l'épreuve est le cycliste avec le plus de points (les points gagnés dans la course tempo ne comptent pas pour le total de l'omnium ; ils ne sont utilisés que pour classer les cyclistes). En cas d'égalité de points récoltés sur l'épreuve, c'est la place lors du sprint final qui départage les cyclistes.
- Course à l'élimination : tous les 2 tours, le dernier cycliste est éliminé.
- Course aux points : l'épreuve finale est une course aux points de 25 kilomètres (100 tours), avec des points gagnés pour les sprints (5/3/2/1, tous les 10 tours avec des points doublés pour le sprint final) et pour les tours pris sur le peloton (20 points).

## Programme
Les horaires sont ceux de l'heure normale du Japon (UTC+9)
| Date        | Heure                   | Épreuve                                                              |
| ----------- | ----------------------- | -------------------------------------------------------------------- |
| 8 août 2021 | 10:00 10:45 11:26 12:25 | Course scratch Course tempo Course à l'élimination Course aux points |

## Résultats

### Course scratch
| Rang | Cycliste           | Pays             | Tours | Points sur l'épreuve |
| ---- | ------------------ | ---------------- | ----- | -------------------- |
| 1    | Jennifer Valente   | États-Unis       |       | 40                   |
| 2    | Yumi Kajihara      | Japon            |       | 38                   |
| 3    | Annette Edmondson  | Australie        |       | 36                   |
| 4    | Anita Stenberg     | Norvège          |       | 34                   |
| 5    | Kirsten Wild       | Pays-Bas         |       | 32                   |
| 6    | Maria Martins      | Portugal         |       | 30                   |
| 7    | Allison Beveridge  | Canada           |       | 28                   |
| 8    | Amalie Dideriksen  | Danemark         |       | 26                   |
| 9    | Holly Edmondston   | Nouvelle-Zélande |       | 24                   |
| 10   | Liu Jiali          | Chine            |       | 22                   |
| 11   | Tatsiana Sharakova | Biélorussie      |       | 20                   |
| 12   | Maria Novolodskaya | ROC              |       | 18                   |
| 13   | Lotte Kopecky      | Belgique         | DNF   | 16                   |
| 13   | Laura Kenny        | Grande-Bretagne  | DNF   | 16                   |
| 13   | Elisa Balsamo      | Italie           | DNF   | 16                   |
| 13   | Daria Pikulik      | Pologne          | DNF   | 16                   |
| 13   | Clara Copponi      | France           | DNF   | 16                   |
| 13   | Olivija Baleišytė  | Lituanie         | DNF   | 16                   |
| 13   | Ebtissam Mohamed   | Égypte           | DNF   | 16                   |
| 13   | Emily Kay          | Irlande          | DNF   | 16                   |
| 13   | Pang Yao           | Hong Kong        | DNF   | 16                   |

### Course tempo
| Rang          | Cycliste           | Pays             | Points sur la tempo | Points sur l'épreuve |
| ------------- | ------------------ | ---------------- | ------------------- | -------------------- |
| 1             | Laura Kenny        | Grande-Bretagne  | 7                   | 40                   |
| 2             | Kirsten Wild       | Pays-Bas         | 3                   | 38                   |
| 3             | Jennifer Valente   | États-Unis       | 3                   | 36                   |
| 4             | Anita Stenberg     | Norvège          | 1                   | 34                   |
| 5             | Yumi Kajihara      | Japon            | 1                   | 32                   |
| 6             | Amalie Dideriksen  | Danemark         | 1                   | 30                   |
| 7             | Liu Jiali          | Chine            | 0                   | 28                   |
| 8             | Maria Martins      | Portugal         | 0                   | 26                   |
| 9             | Clara Copponi      | France           | –17                 | 24                   |
| 10            | Elisa Balsamo      | Italie           | –18                 | 22                   |
| 11            | Allison Beveridge  | Canada           | –18                 | 20                   |
| 12            | Annette Edmondson  | Australie        | –18                 | 18                   |
| 13            | Emily Kay          | Irlande          | –19                 | 16                   |
| 14            | Holly Edmondston   | Nouvelle-Zélande | –20                 | 14                   |
| 15            | Tatsiana Sharakova | Biélorussie      | –20                 | 12                   |
| 16            | Maria Novolodskaya | ROC              | –20                 | 10                   |
| 17            | Olivija Baleišytė  | Lituanie         | –40                 | 8                    |
| 18            | Ebtissam Mohamed   | Égypte           | –40                 | 6                    |
| 19            | Pang Yao           | Hong Kong        | –40                 | 4                    |
|               | Lotte Kopecky      | Belgique         | DNF                 | 0                    |
| Daria Pikulik | Pologne            |                  | DNF                 | 0                    |

### Course à l'élimination
| Rang | Cycliste           | Pays             | Points sur l'épreuve |
| ---- | ------------------ | ---------------- | -------------------- |
| 1    | Clara Copponi      | France           | 40                   |
| 2    | Yumi Kajihara      | Japon            | 38                   |
| 3    | Amalie Dideriksen  | Danemark         | 36                   |
| 4    | Jennifer Valente   | États-Unis       | 34                   |
| 5    | Maria Martins      | Portugal         | 32                   |
| 6    | Olivija Baleišytė  | Lituanie         | 30                   |
| 7    | Allison Beveridge  | Canada           | 28                   |
| 8    | Anita Stenberg     | Norvège          | 26                   |
| 9    | Emily Kay          | Irlande          | 24                   |
| 10   | Holly Edmondston   | Nouvelle-Zélande | 22                   |
| 11   | Kirsten Wild       | Pays-Bas         | 20                   |
| 12   | Maria Novolodskaya | ROC              | 18                   |
| 13   | Laura Kenny        | Grande-Bretagne  | 16                   |
| 14   | Liu Jiali          | Chine            | 14                   |
| 15   | Elisa Balsamo      | Italie           | 12                   |
| 16   | Pang Yao           | Hong Kong        | 10                   |
| 17   | Ebtissam Mohamed   | Égypte           | 8                    |
| 18   | Annette Edmondson  | Australie        | 6                    |
| 19   | Tatsiana Sharakova | Biélorussie      | 4                    |

### Course aux points et classement final
| Rang                                | Cycliste           | Nation           | SC | TE  | EL           | Sous-total   | Points au sprint | Points au tour | Ordre d'arrivée | Total        |
| ----------------------------------- | ------------------ | ---------------- | -- | --- | ------------ | ------------ | ---------------- | -------------- | --------------- | ------------ |
| Médaille d'or, Jeux olympiques      | Jennifer Valente   | États-Unis       | 40 | 36  | 34           | 110          | 14               | 0              | 2               | 124          |
| Médaille d'argent, Jeux olympiques  | Yumi Kajihara      | Japon            | 38 | 32  | 38           | 108          | 2                | 0              | 11              | 110          |
| Médaille de bronze, Jeux olympiques | Kirsten Wild       | Pays-Bas         | 32 | 38  | 20           | 90           | 18               | 0              | 3               | 108          |
| 4                                   | Amalie Dideriksen  | Danemark         | 26 | 30  | 36           | 92           | 11               | 0              | 16              | 103          |
| 5                                   | Anita Stenberg     | Norvège          | 34 | 34  | 26           | 94           | 3                | 0              | 4               | 97           |
| 6                                   | Laura Kenny        | Grande-Bretagne  | 16 | 40  | 16           | 72           | 24               | 0              | 1               | 96           |
| 7                                   | Maria Martins      | Portugal         | 30 | 26  | 32           | 88           | 7                | 0              | 5               | 95           |
| 8                                   | Clara Copponi      | France           | 16 | 24  | 40           | 80           | 5                | 0              | 7               | 85           |
| 9                                   | Allison Beveridge  | Canada           | 28 | 20  | 28           | 76           | 2                | 0              | 13              | 78           |
| 10                                  | Holly Edmondston   | Nouvelle-Zélande | 24 | 14  | 22           | 60           | 7                | 0              | 8               | 67           |
| 11                                  | Liu Jiali          | Chine            | 22 | 28  | 14           | 64           | 1                | 0              | 9               | 65           |
| 12                                  | Annette Edmondson  | Australie        | 36 | 18  | 6            | 60           | 1                | 0              | 6               | 61           |
| 13                                  | Emily Kay          | Irlande          | 16 | 16  | 24           | 56           | 0                | 0              | 15              | 56           |
| 14                                  | Elisa Balsamo      | Italie           | 16 | 22  | 12           | 50           | 0                | 0              | 10              | 50           |
| 15                                  | Maria Novolodskaya | ROC              | 18 | 10  | 18           | 46           | 4                | 0              | 12              | 50           |
| 16                                  | Tatsiana Sharakova | Biélorussie      | 20 | 12  | 4            | 36           | 0                | 0              | 14              | 36           |
| 17                                  | Olivija Baleišytė  | Lituanie         | 16 | 8   | 30           | 54           | 0                | –20            | 17              | 34           |
| 18                                  | Ebtissam Mohamed   | Égypte           | 16 | 6   | 8            | 30           | 0                | –20            | DNF             | –            |
| 18                                  | Pang Yao           | Hong Kong        | 16 | 4   | 10           | 30           | 0                | –40            | DNF             | –            |
|                                     | Lotte Kopecky      | Belgique         | 16 | DNF | Non-partante | Non-partante | Non-partante     | Non-partante   | Non-partante    | Non-partante |
| Daria Pikulik                       | Pologne            | 16               |    | DNF | Non-partante | Non-partante | Non-partante     | Non-partante   | Non-partante    | Non-partante |